# Duccio Chiarini
Duccio Chiarini (Firenze, 30 giugno 1977) è un regista, sceneggiatore e produttore cinematografico italiano.

## Biografia
Dopo la laurea in legge si trasferisce in Inghilterra, dove si diploma alla London Film School con il cortometraggio Fine stagione scritto assieme ad Hanif Kureishi, con Paola Pitagora, Emanuele Giorgi, Barbara Pasqua ed Evita Ciri, trasmesso anche da Rai 1. Crea poi la società di produzione La Règle du Jeu, insieme al regista e produttore iraniano Babak Jalali.
Dopo aver realizzato numerosi cortometraggi come regista, sceneggiatore e produttore, esordisce nel lungometraggio col documentario Hit the Road, nonna (2011), che riceve una menzione speciale ai Nastri d'argento 2012 e vince il Premio del pubblico al 52º Festival dei popoli.
Nel 2014 realizza il suo primo lungometraggio di finzione, Short Skin - I dolori del giovane Edo, sviluppato all'interno di Biennale College Cinema, che vince il Ciak d'oro come miglior opera prima, il Premio Mario Verdone al Festival del Cinema Europeo di Lecce e il Grand Prix al Festival du film de Cabourg.
Nel 2015 realizza il documentario Settembre e nel 2016 la serie di documentari web Prossima stazione America per il periodico Internazionale.

## Filmografia

### Cinema

#### Regista e sceneggiatore
- Monday Kierkegaard - cortometraggio (2000)
- You Don't Remember - cortometraggio (2001)
- Ser Corrado - cortometraggio (2002)
- Alone Together - cortometraggio (2005)
- Troppo caldo per Birillo - cortometraggio (2005)
- Dopodomani - cortometraggio (2006)
- Fine stagione - cortometraggio (2006)
- Lo zio - cortometraggio (2008)
- Hit the Road, nonna - documentario (2011)
- Short Skin - I dolori del giovane Edo (2014)
- Settembre - documentario (2015)
- L'ospite (2018)
- Marco Polo - documentario (2019)
- Il segreto - cortometraggio (2019)
- L'occhio di vetro - documentario (2020)
- Italo Calvino - Lo scrittore sugli alberi - documentario (2023)

#### Attore
- Nelle tue mani, regia di Peter Del Monte (2007)

### Televisione

#### Regista
- Prossima stazione America - serie web (2016)
- 5 minuti prima - serie TV (2022)

## Riconoscimenti
- 2005 – Cittadella del Corto
  - Premio al miglior film per Alone Together
- 2012 – Thessaloniki Documentary Film Festival
  - Candidatura all'Audience Award a Hit the Road, nonna[12]
- 2012 – Festival dei popoli
  - Premio del pubblico a Hit the Road, nonna
- Nastri d'argento 2012
  - Menzione speciale per il miglior documentario a Hit the Road, nonna
- 2015 – Ciak d'oro
  - Miglior opera prima a Short Skin[13]
- 2015 – Festival du film de Cabourg
  - Grand Prix a Short Skin
- 2016 – Festival del Cinema Europeo di Lecce
  - Premio Mario Verdone a Short Skin
- 2018 – Locarno Festival
  - Premio Boccalino d'Oro al miglior film (L'ospite)[14]